# 棘洪滩水库
|  |

棘洪滩水库，位于中国山东省青岛市城阳区、即墨区与胶州市的交界处，是引黄济青干渠末端调节水库，是一座大型围坝式平原水库。水库于1986年10月开工兴建，1989年11月主体完工蓄水。总库容1.58亿立方米，兴利库容1.1亿立方米，死库容3550万立方米；设计水位14.2米，运行水位9.38～12.58米；坝址高程17.24米，围坝长14.26公里，平均蓄水深10米，最大坝高15.24米，水库可满足日供净水30万吨的调蓄要求。。